# Shimokawa

Shimokawas flagga

Shimokawa(下川町, Shimokawa-chō) är en ort på Hokkaido i Japan. Staden har uppskattningsvis 3 335 invånare (2017). Stadsytan täcker 644.20 kvadratkilometer och består till 90 procent av skog.

## Kända personer

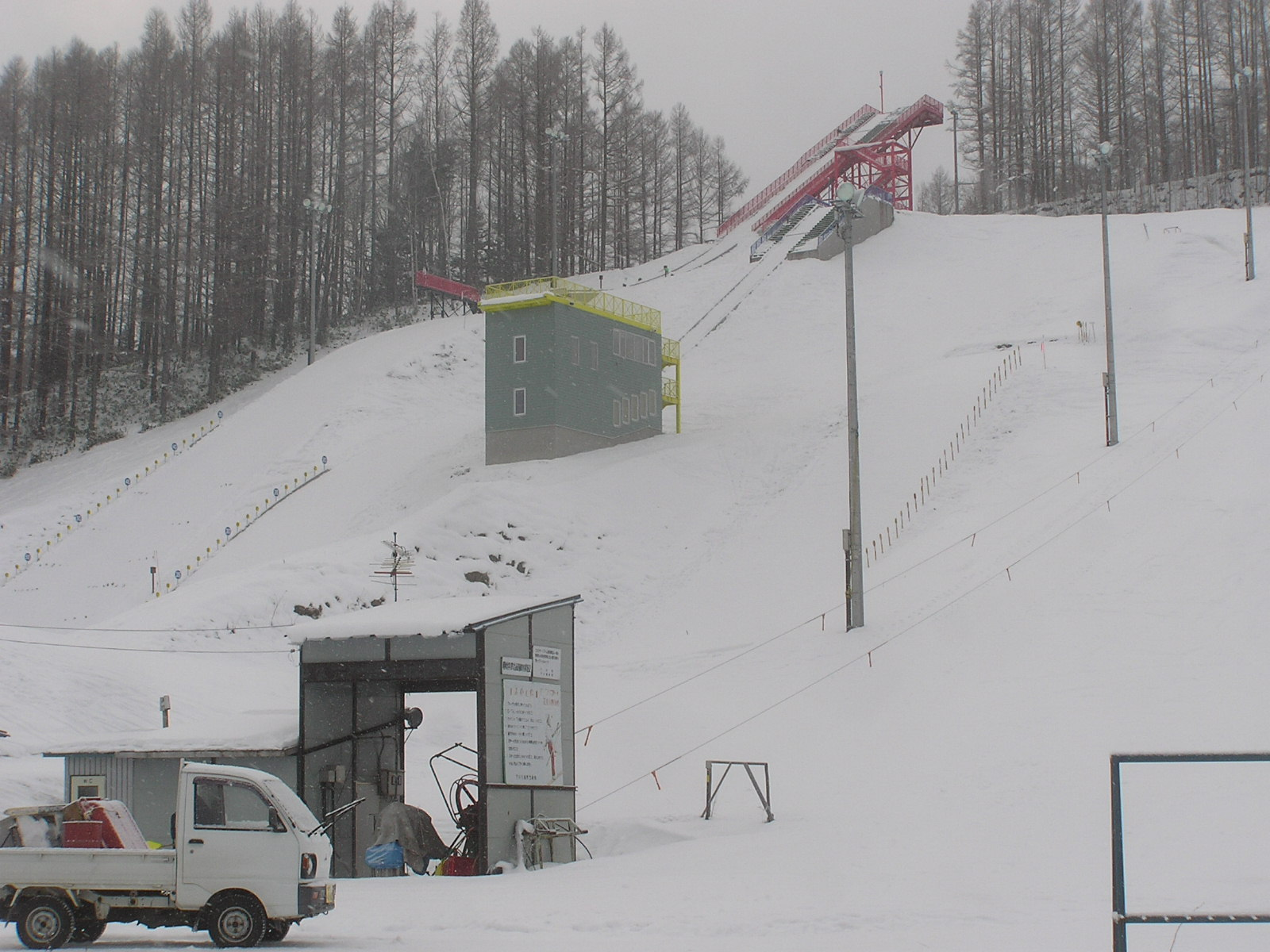
Hoppbacken där Nakayama skolades.

- Nagomi Nakayama, backhoppare